# Stupava
Stupava je obec v okrese Uherské Hradiště ve Zlínském kraji v údolí řeky Kyjovky (Stupavy). Žije zde 163 obyvatel.

## Historie
Obec byla založena po roce 1690. První písemná zmínka o obci pochází z roku 1751 (Stupawwa).

## Obyvatelstvo
| Rok            | 1869 | 1880 | 1890 | 1900 | 1910 | 1921 | 1930 | 1950 | 1961 | 1970 | 1980 | 1991 | 2001 | 2011 | 2021 |
| -------------- | ---- | ---- | ---- | ---- | ---- | ---- | ---- | ---- | ---- | ---- | ---- | ---- | ---- | ---- | ---- |
| Počet obyvatel | 768  | 856  | 755  | 718  | 680  | 672  | 581  | 470  | 532  | 474  | 352  | 213  | 157  | 152  | 151  |
| Počet domů     | 118  | 137  | 139  | 141  | 142  | 141  | 142  | 149  | 150  | 147  | 130  | 145  | 143  | 149  | 146  |

## Obecní správa

### Obecní symboly
Znak a vlajka byly obci uděleny rozhodnutím předsedy Poslanecké sněmovny Parlamentu České republiky dne 22. ledna 2001.

## Pamětihodnosti
- Kostel svatého Klimenta z roku 1863
- Kříž u silnice do Koryčan z roku 1812

## Osobnosti
- Klement Šťastný - vojín ČS armády, příslušník delimitační a rozhraničovací komise při vytýčení hranice mezi Československem a Polskem ve Slezsku, zabit militantními nacionalisty při výkonu služby r. 1920

## Galerie

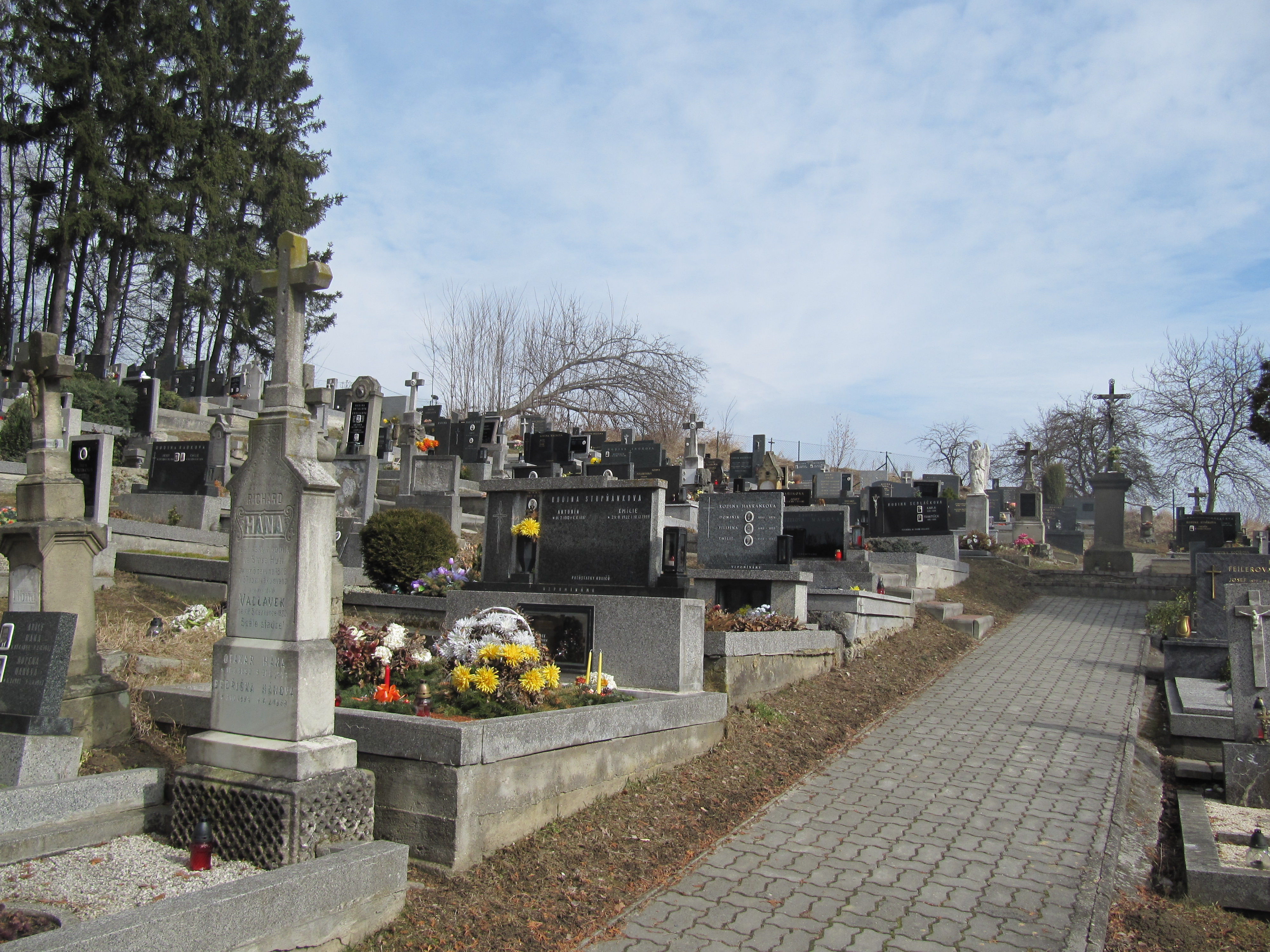
Hřbitov
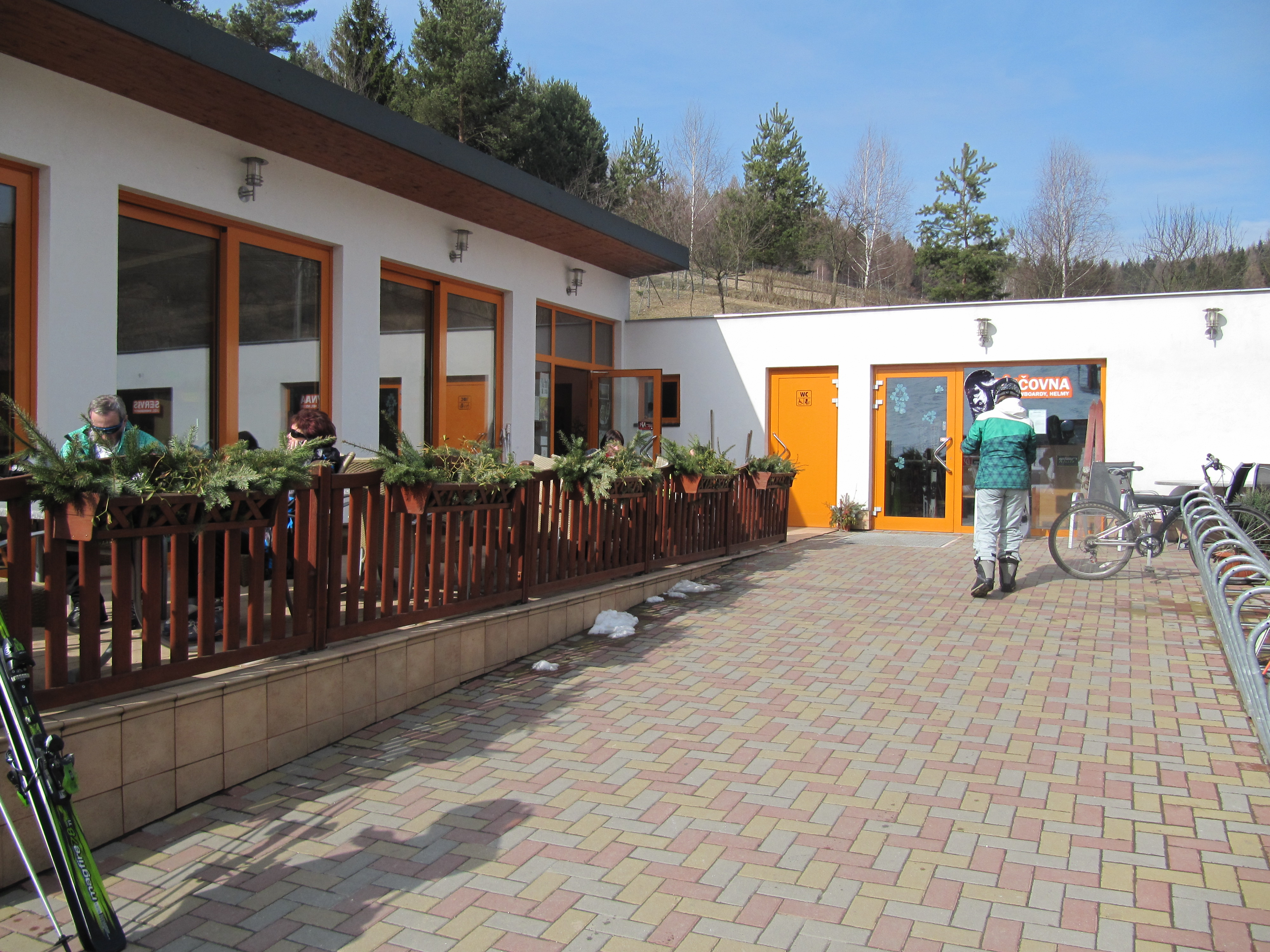
Restaurace Akvárko
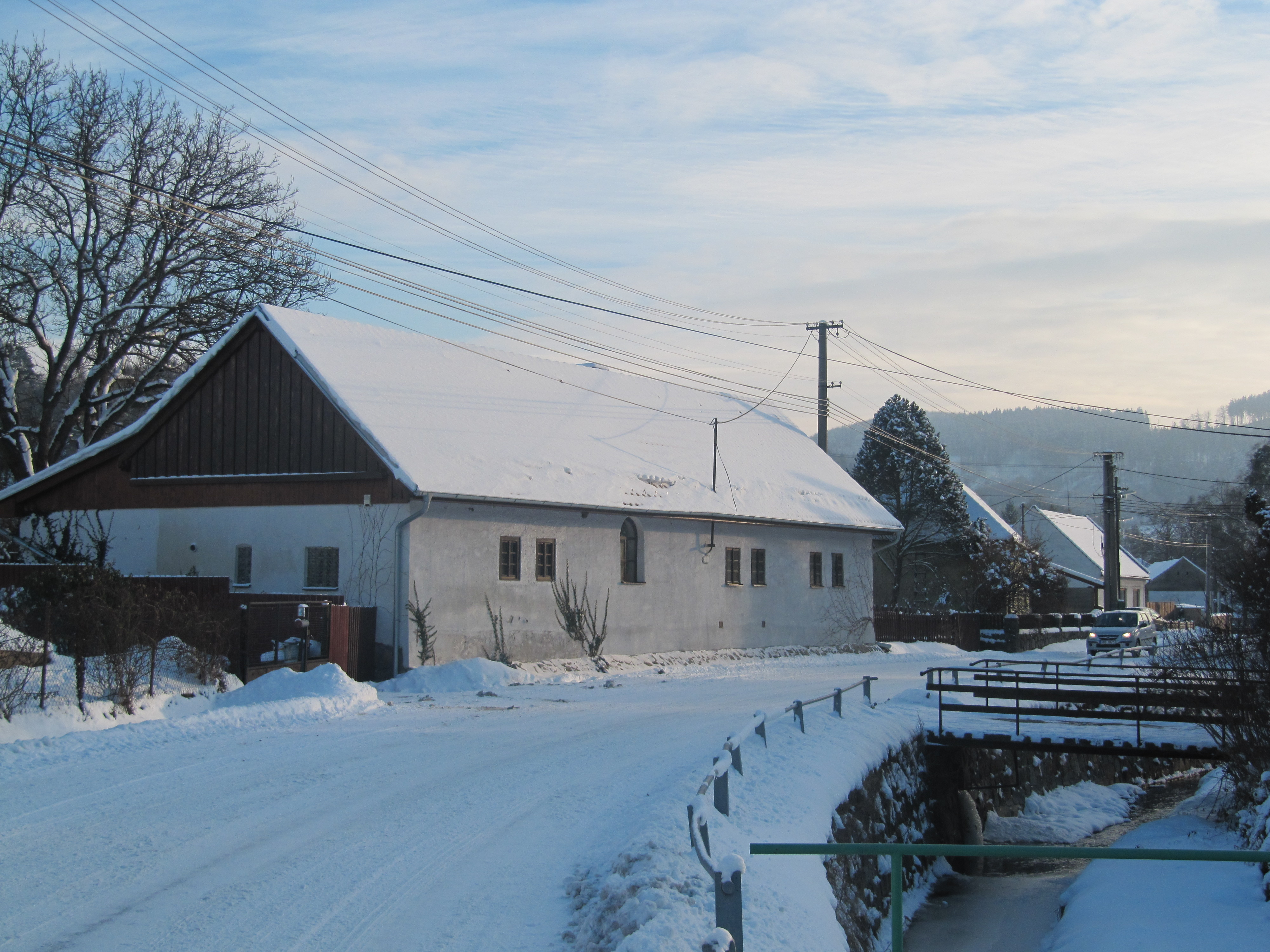
Stupava v zimě
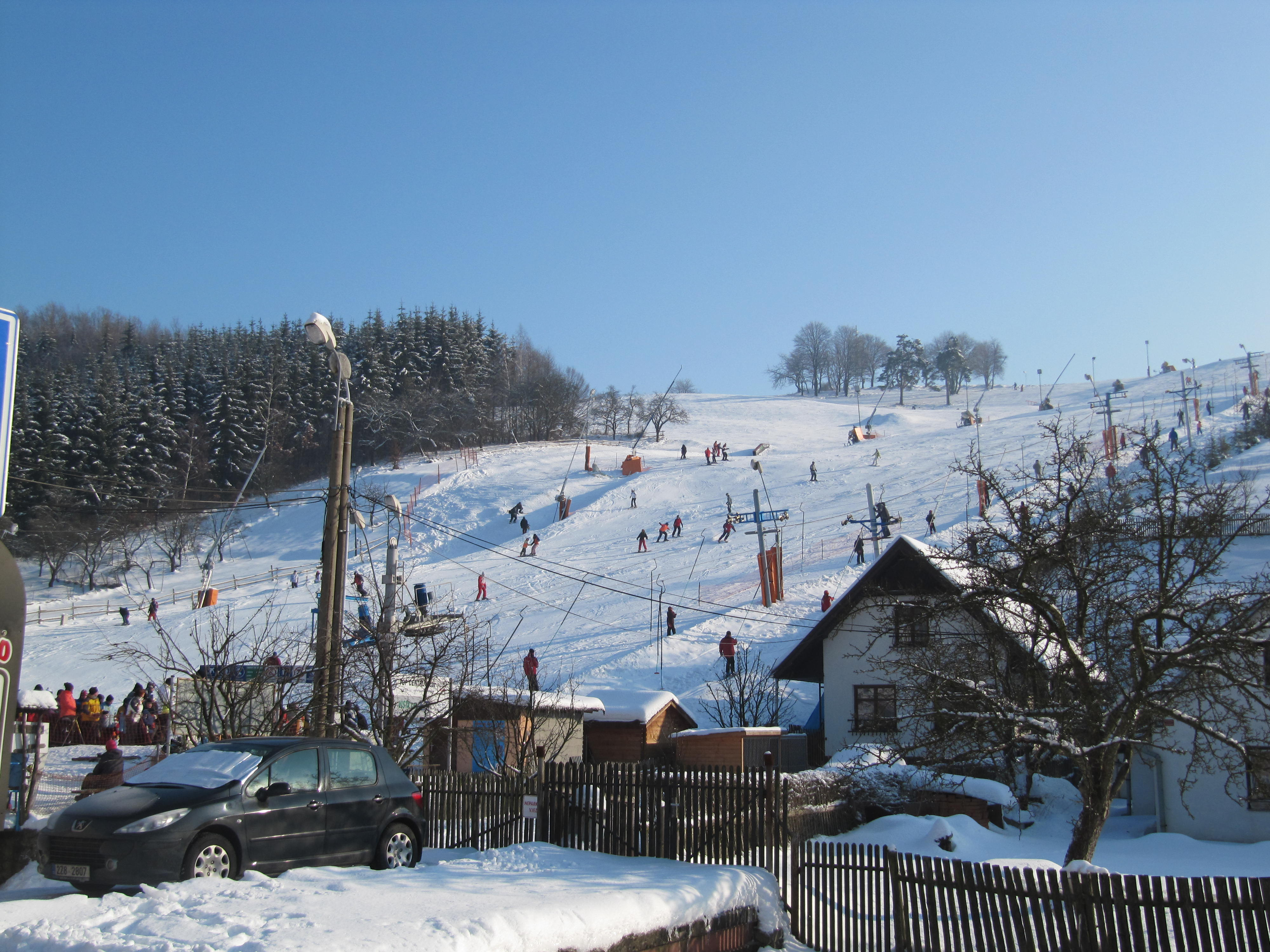
Sjezdovka lyžařského střediska

## Turistika
Od roku 2001 je v obci provozováno lyžařské středisko se 3 vleky. V teplých měsících roku je možnost zorbingu.

## Ochrana přírody
V katastru obce se nacházejí tato chráněná území:
Evropsky významné lokality: Chřiby